# Samuel Kozlovský
Samuel Kozlovský (Bratislava, 19 de noviembre de 1999) es un futbolista eslovaco que juega en la demarcación de lateral izquierdo para el Widzew Łódź de la Ekstraklasa.

## Selección nacional
Tras jugar en las categorías inferiores de la selección finalmente el 8 de septiembre de 2024 hizo su debut con la selección de Eslovaquia en un partido de la Liga de Naciones de la UEFA 2024-25 contra Azerbaiyán que finalizó con un resultado de 2-0 a favor del combinado eslovaco tras el gol de Ondrej Duda y Dávid Strelec.

## Clubes
| Club                   | País       | Año       | Partidos | Goles |
| ---------------------- | ---------- | --------- | -------- | ----- |
| FC Petržalka (cedido)  | Eslovaquia | 2018-2019 | 23       | 1     |
| ŠK Slovan Bratislava B | Eslovaquia | 2019      | 17       | 0     |
| ŠK Slovan Bratislava   | Eslovaquia | 2019      | 1        | 0     |
| FC Petržalka (cedido)  | Eslovaquia | 2020-2021 | 49       | 4     |
| MFK Dubnica (cedido)   | Eslovaquia | 2021      | 4        | 0     |
| AS Trenčín             | Eslovaquia | 2021-2024 | 71       | 5     |
| Widzew Łódź            | Polonia    | 2024-     | 31       | 1     |